# 문산읍 (파주시)
문산읍(文山邑)은 대한민국 경기도 파주시의 읍이다.

## 인구 통계
문산읍 2021년 2월 인구는 48,387명이다.
- 남자: 24,726명
- 여자: 23,661명

### 세대
21,658세대, 세대당 인구 2.23명
파주시 인구의 10.34%가 거주하고 있다.
문산읍에서 인구가 가장 많은 나이는 39세로 897명이다.
문산읍 2021년 2월 연령대별 인구수 현황이다.
- 0~9세 4,822명 10.0%
- 10~19세 4,736명 9.8%
- 20~29세 5,777명 11.9%
- 30~39세 7,551명 15.6%
- 40~49세 7,531명 15.6%
- 50~59세 6,977명 14.4%
- 60~69세 5,365명 11.1%
- 70~79세 3,520명 7.3%
- 80~89세 1,826명 3.8%
- 90~99세 250명 0.5%

- 청년: 10,150명(18~34) 21.0%
- 중장년: 17,728명(40∼64) 36.6%
- 고령: 7,773명(65세이상) 16.1%

문산읍의 평균연령은 41.8세이다.
- 남자 평균연령: 40.5세
- 여자 평균연령: 43.1세

2월 집계 행정안전부 데이터를 받아 계산 후 작성되었다.
2021년 주민등록 인구 기준이다.

## 역사
- 1914년 4월 1일: 파주군 칠정면(七井面, 향양리 제외), 마정면(馬井面), 운천면(雲泉面), 신속면(新屬面)을 임진면(臨津面)으로 합면하였다.[1] (8리)
- 1973년 7월 1일: 임진면 일원과 월롱면 내포리를 문산읍으로 승격하였다.[2] (9법정리)
- 1983년 2월 15일: 파평면 이천리를 문산읍으로 편입하였다.[3] (10법정리)
- 1996년 3월 1일: 파주군을 파주시로 승격하였다.[4]
- 2014년 6월 20일: 문산의 한자 지명을 '汶山'에서 '文山'으로 변경.[5]

## 행정 구역
| 법정리 | 한자명 | 행정리                                                                 | 비고                   |
| ------ | ------ | ---------------------------------------------------------------------- | ---------------------- |
| 내포리 | 內浦里 | 내포1리, 내포2리, 내포3리, 내포4리                                     |                        |
| 당동리 | 堂洞里 | 당동1리, 당동2리, 당동3리, 당동4리, 당동5리                            |                        |
| 마정리 | 馬井里 | 마정1리, 마정2리, 마정3리, 마정4리                                     |                        |
| 문산리 | 文山里 | 문산1리, 문산2리, 문산3리, 문산4리, 문산5리, 문산6리, 문산7리          |                        |
| 사목리 | 沙鶩里 | 사목1리, 사목2리, 사목3리                                              |                        |
| 선유리 | 仙遊里 | 선유1리, 선유2리, 선유3리, 선유4리, 선유5리, 선유6리, 선유7리, 선유8리 | 읍 행정복지센터 소재지 |
| 운천리 | 雲泉里 | 운천1리, 운천2리, 운천3리, 운천4리                                     |                        |
| 이천리 | 梨川里 | 이천1리, 이천2리, 이천3리                                              |                        |
| 임진리 | 臨津里 | 임진리                                                                 |                        |
| 장산리 | 長山里 | 장산1리, 장산2리                                                       |                        |

## 교통

### 도로
- 내포 나들목
- 국도 제1호선 통일로
- 국도 제37호선 율곡로
- 국도 제77호선 자유로
- 국가지원지방도 제78호선
- 지방도 제359호선
- 지방도 제364호선

### 철도
- 경의선(● 수도권 전철 경의·중앙선)
  - 문산역
  - 운천역
  - 임진강역